# Oude Hansbrug

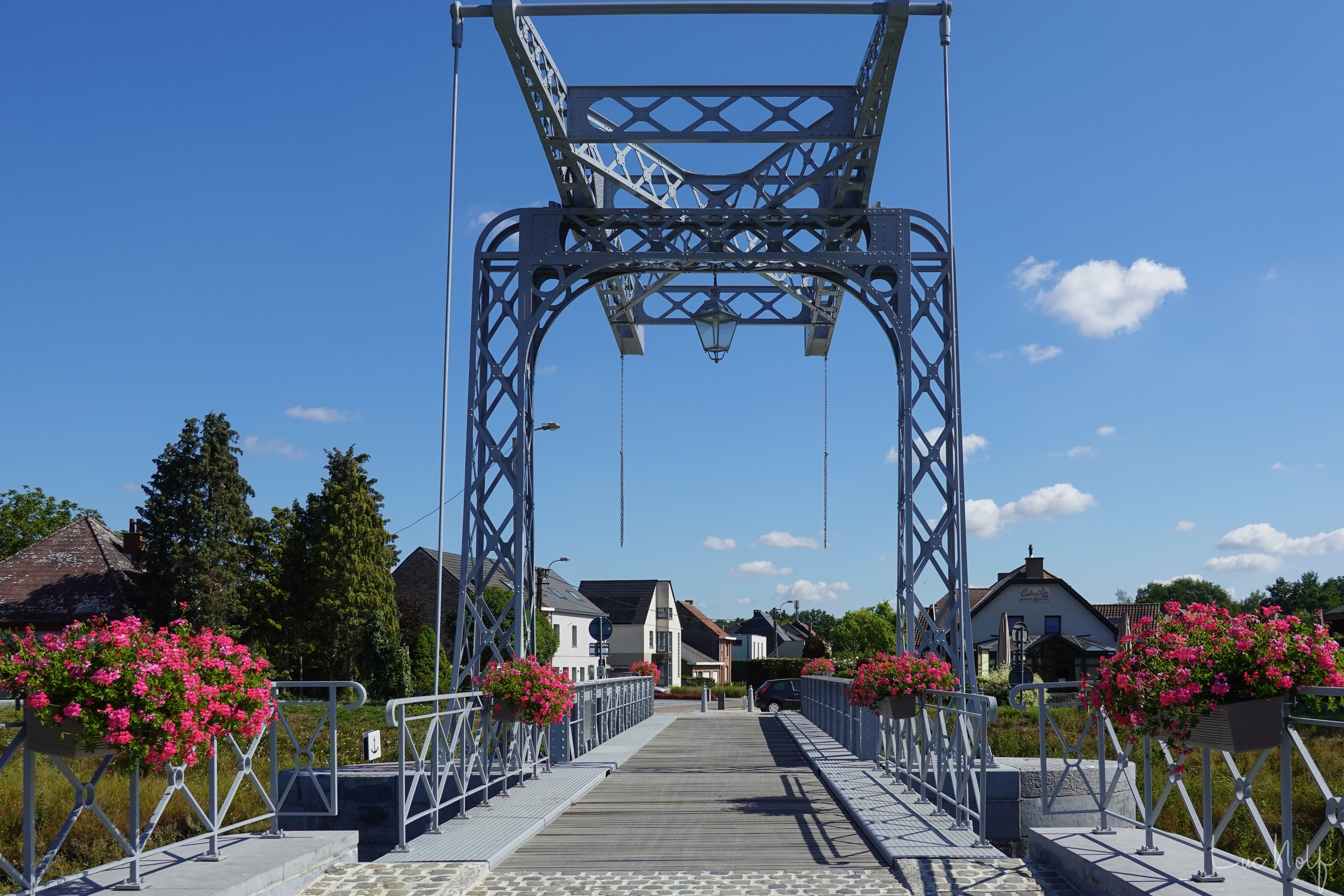

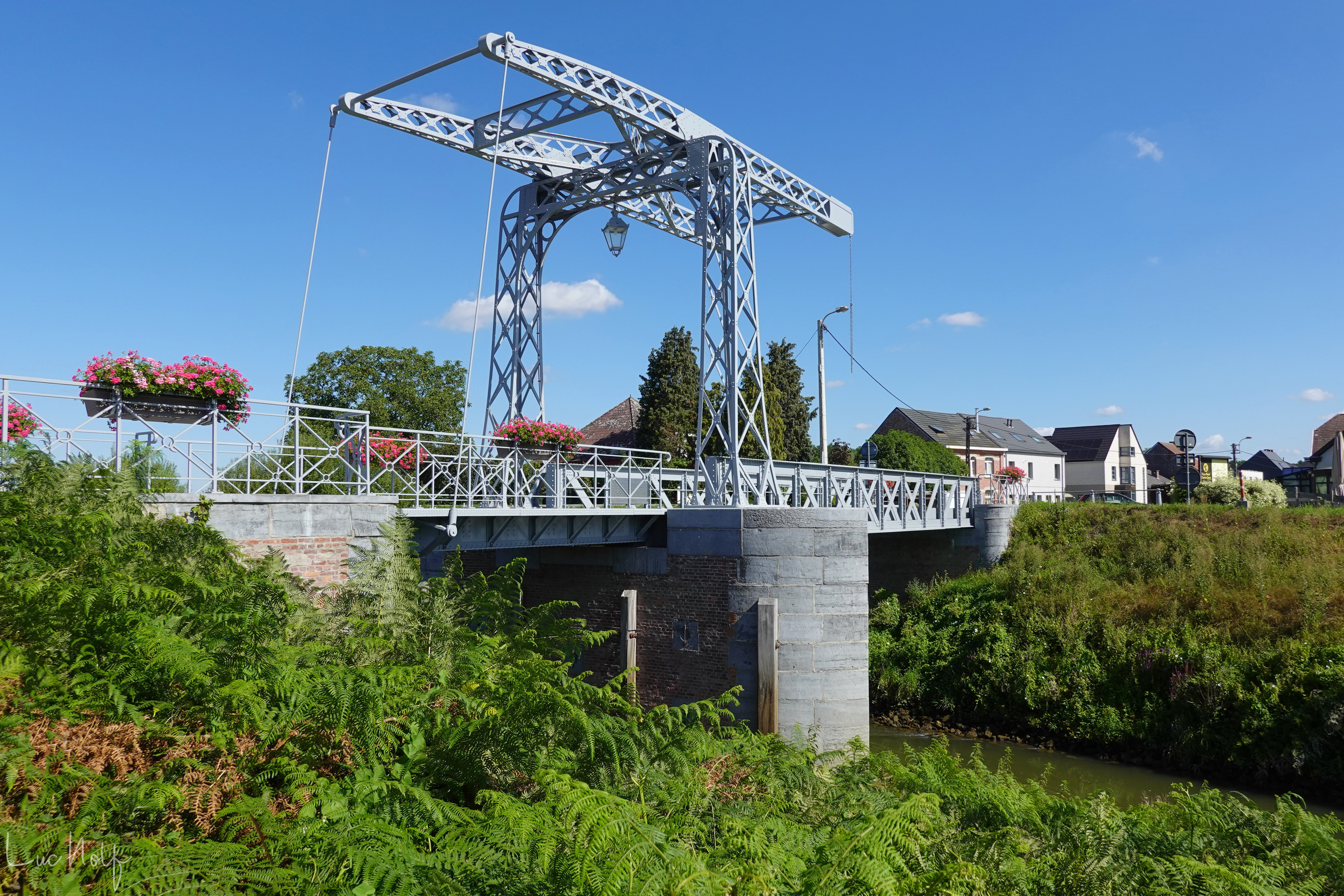

De Oude Hansbrug of Hansbrug is een ijzeren ophaalbrug over de Dijle op de grens van de gemeenten Haacht en Keerbergen. De brug bestaat uit een vaste overspanning van 16,1 m en een beweegbare overspanning van 7,9 m. De breedte bedraagt 4 m. De brug is alleen geschikt voor fietsers en voetgangers.

## Geschiedenis
De brug ligt al verschillende eeuwen langs de oude verbinding tussen Leuven en Lier.
De oudste vermelding van de Hansbrug is terug te vinden in een akte uit 1234. Toen schonk ridder Walter van Haacht het vruchtgebruik van een aantal van zijn gronden aan de abdij van Villers. In 1822 werd op deze plaats een houten draaibrug gebouwd op twee stenen pijlers. Het draaibaar gedeelte bevond zich aan de Haachtse kant van de Dijle.
Op 23 december 1890 werd toestemming gegeven aan de gemeenten Keerbergen en Haacht om de houten draaibrug te vervangen door een gietijzeren ophaalbrug met één stenen pijler. Het beweegbaar gedeelte bevond zich opnieuw langs de Haachtse kant van de rivier. Deze brug werd gebouwd door het Ministerie van Landbouw, Industrie en Openbare werken, Dienst Bruggen en Wegen. Op 22 februari 1893 werd de brug afgewerkt en opgeleverd. De kostprijs bedroeg 46.500 Belgische frank. Dit werd betaald door de Belgische Staat, de provincie Brabant en de gemeenten Haacht en Keerbergen. De ijzeren constructies werden gebouwd door de firma Van Aerschot uit Herentals.
In 1914 werd de brug door het zich terugtrekkende Belgische leger vernield, maar later opnieuw hersteld. Ook in de Tweede Wereldoorlog werd de brug vernield en nadien terug hersteld.
Door de toenemende verkeersstroom werden de wachtrijen aan de Oude Hansbrug groter en groter. In 1957 werd 200 meter stroomopwaarts een Nieuwe Hansbrug in beton gebouwd voor het verkeer tussen Haacht en Keerbergen.
De Oude Hansbrug werd niet meer onderhouden, raakte in verval en zou ten slotte helemaal zijn weggeroest. Op aandringen van de geschiedkundige kringen van Haacht en Keerbergen werd de brug op 16 maart 1998 als  monument geklasseerd. Een renovatie van de brug was al niet meer mogelijk. Daarom werd de brug in opdracht van de Vlaamse overheid helemaal opnieuw gebouwd, met de originele materialen in de oorspronkelijke stijl van 1893. De kostprijs bedroeg 500.000 euro. In de nacht van 14 op 15 juni 2005 werden de nieuwe onderdelen per vrachtwagen aangevoerd, zodat ze op 15 juni met een grote kraan konden worden gemonteerd. Tijdens de jaarlijkse Hansbrugfeesten werd de brug op 27 augustus 2005 officieel ingehuldigd. De nieuwe Oude Hansbrug is enkel toegankelijk voor fietsers en voetgangers.